# Przemsza
Przemsza est une rivière dans le Sud de la Pologne longue d'environ 88 km et un affluent de la Vistule.
Elle se divise entre Biała Przemsza (blanche) et Czarna Przemsza (noire).

## Géographie
Przemsza traverse beaucoup de villes polonaises - Mysłowice, Jaworzno, Chełmek, Sosnowiec.